# Ronde van het Maggioremeer (mannen)
De Ronde van het Maggioremeer (Italiaans: Giro del Lago Maggiore en eerder GP Brissago) was een wielerwedstrijd in Zwitserland die werd verreden tussen 1982 en 2006. De wedstrijd vond plaats rond het Zwitserse gedeelte van het Meer van Maggiore. Tussen 1985 en 2009 vond tevens een wedstrijd voor vrouwen plaats.
De wedstrijd startte in Brissago in het kanton Ticino. Gedurende de laatste twee edities maakte de deel uit van de UCI Europe Tour. Meestal werd de wedstrijd als eendaagse wedstrijd verreden, maar soms was het een meerdaagse etappekoers.

## Lijst van winnaars

### Overwinningen per land
| Overwinningen | Land                     |
| ------------- | ------------------------ |
| 13            | Zwitserland              |
| 9             | Italië                   |
| 1             | Duitsland, Polen, Spanje |